# Troc

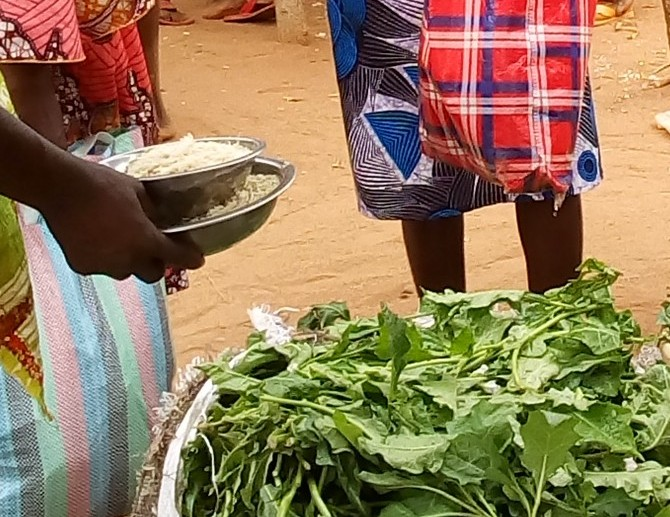
Troc au marché de Togoville (farine contre légumes), en 2022.

Le troc est l'opération économique par laquelle chaque participant cède la propriété d'un bien (ou un groupe de biens) et reçoit un autre bien. Le troc fait partie du commerce de compensation avec l'échange de services au pair. 
Il peut intervenir dans le commerce intérieur mais surtout dans les échanges internationaux, lorsqu'un pays ne dispose pas d'une devise convertible. 
Les crises monétaires donnent toujours un rôle un peu plus grand au troc du fait de la raréfaction des signes monétaires. Plus généralement dans les périodes de pénuries, comme les périodes de guerre ou d'occupation, le troc redevient un mode d'échange fréquent. Les différents tickets de rationnement font particulièrement l'objet d'un troc massif, l'égalité de la distribution de ticket ne correspondant pas à la variété de celles des goûts. Mais les biens rares et d'usage courants jouent un rôle nouveau dans les échanges. Pendant la guerre de 1940, en France occupée, les pneus rechapés, extrêmement rares, comme l'essence, étaient des moyens d'échanges irrésistibles.
Les sociétés soviétiques ont toutes connu, à côté des marchés classiques utilisant la monnaie légale, d'importants marchés de troc portant sur des productions personnelles, des biens meubles personnels, ou des biens récupérés sur les lieux de travail. 
La contestation du rôle de la monnaie a vu l'apparition de systèmes de troc à dimension sociale. Ils sont connus sous le nom de système d'échange local, mais leur proximité avec les systèmes de monnaie locale laisse penser que le but recherché est moins de rejeter la monnaie fiduciaire, que de (re)créer une monnaie du lien. 

## Étymologie
Emprunté au latin trochus, et celui-ci au grec τροχός, « roue, cerceau, anneau ». 
Les troques sont des coquilles de mollusques utilisées pour leur nacre et servant de monnaie d’échange.

## Réalité ou fable du troc?
Depuis Adam Smith les économistes ont généralement postulé que le troc a été le seul mode d'échange de nombreuses économies anciennes comme celle de l'Égypte des Pharaons ou celle des peuples amérindiens. L'absence de monnaie circulante n'empêchait pas l'usage d'unités de compte. Le faible nombre des productions conduisaient les agents économiques à connaître par cœur les rapports d'échanges entre eux qui étaient généralement fixes et parfois constatés dans des mercuriales. Les indemnités judiciaires étaient également basées sur des rapports de valeurs fixées entre les différents objets usuels, souvent dans l'espace méditerranéen antique la tête de bétail (le plus souvent le bœuf). 
Les historiens et anthropologues ont une position sensiblement différente. Depuis les années 40, notamment grâce à Karl Polanyi, il est expliqué que la relation entre le troc et la monnaie n'est pas celle d'une succession. Au contraire, il est montré que toute société est nécessairement monétaire dans la mesure où les échanges entre les personnes sont avant tout l'expression d'un code social. 
Cette compréhension du troc a été reprise plus récemment par David Graeber. Selon lui, le troc est une invention récente qui suppose la préexistence d'une monnaie : unité de mesure abstraite et universelle. Les économies anciennes (Égypte, Mésopotamie) utilisaient un système monétaire basé sur la dette, elle-même formulée en termes de poids d'argent métal et payée en orge ; la frappe de pièces de monnaie n'est apparue que vers 600 avant notre ère, mais ce n'est que bien plus tard, à l'occasion de pénuries de signes monétaires qu'il existe des preuves tangibles de l'utilisation du troc.
Les juristes français tels que Jean Carbonnier expliquent les deux faces du droit et de la monnaie: celle de l'engagement et de l'obligation juridique qui s'ensuit et celle de la libération, par la remise d'un bien juridique, commun à tous, la monnaie[pas clair].

### Crises financières

#### Argentine
Lors de crise économiques graves, les formes de trocs réapparaissent de façon spontanée. Ainsi en Argentine,  durant l'effondrement financier de 2001 et la Crise économique argentine, il était possible d'échanger des voitures contre des céréales. Ces pratiques perdurent dans les clubs de troc,,ou marchés de troc.

## Diversité des formes
Les formes de troc varient grandement selon la nature des biens échangés, le nombre de participants et le déroulement temporel de l'échange.
Les biens échangés d'un troc peuvent être matériels, par exemple des ressources minières, des terres, ou encore non matérielles, comme des services, des savoirs, des quotas de pollution, des idées ou même des symboles, comme l'est devenue la monnaie. Ces biens sont divisibles lorsqu'il est possible de les partager, ou indivisibles, comme l'est un billet de banque. Lorsqu'un étalon de mesure permet d'évaluer la quantité d'un bien divisible, ces biens sont mesurables. 
Le troc est multilatéral, bilatéral lorsqu'il a lieu entre deux participants, ou non-bilatéral entre au moins trois participants. Les cessions de propriété qui réalisent l'échange peuvent être immédiates, ou différés selon des conditions dépendant d’événements futurs.

## Usage d'un seul médium mesurable et divisible
L'usage d'un seul médium d'échange réduit les échanges à des cycles bilatéraux, et ramène la concurrence au choix du meilleur prix. Ce médium est la monnaie. Le participant qui cède la monnaie est l' acheteur, celui qui la reçoit est le vendeur. C'est aujourd'hui la transaction économique dominante. 
La création d'un médium symbolique permet de réduire à des relations bilatérales acheteur-vendeur le problème complexe de recherche de cycles d'échange de valeurs réelles qui intègrent plus de deux acteurs économiques. Si un marché de troc se limite, comme sur un marché classique, à des relations bilatérales, la coïncidence offre-demande est peu probable car on a peu de chance de trouver un partenaire qui accepte ce qu'on fournit et propose en même temps ce qu'on demande. Cette faible liquidité explique pourquoi la plupart des transactions économiques utilisent un médium monétaire.
Une multitude de monnaies alternatives apparaissent :
- les systèmes d'échange local ou « SEL » ;
- la « monnaie universelle » Europa basée sur des quantités fixes de marchandises, créée en 1928 par le député français Philibert Besson ;
- les monnaies sociales modernes.

## Marché du troc pour les entreprises
Le troc entre entreprises ou « Bartering » existe et se développe d'abord dans les pays anglo-saxons puis en Europe. Selon l'International Reciprocal Trade Association, l'organe de commerce de l'industrie du troc entre entreprises, plus de 400 000 entreprises ont échangé 10 milliards de dollars au niveau mondial en 2008 — et grâce à ces plateformes les échanges commerciaux entre professionnels augmentent en moyenne de 15 % par an dans un contexte économique difficile marqué par moins de liquidités financières.

## Troc de biens tous mesurables et divisibles
D'autres médiums moins symboliques que la monnaie ont ces mêmes qualités, celle de durabilité par exemple, pour les ressources minières non extraites ou les quotas de pollution non produits.
Lorsque tous les biens échangés sont mesurables, on peut considérer une variable {\displaystyle \omega \,\!} comme une autre expression du prix d'une offre; qui est le rapport entre quantité fournie et quantité reçue. cette variable mesure la générosité de l'offre de troc. L'accord bilatéral entre acheteur et vendeur s'exprime par l'identité des prix de leurs offres. Si l'acheteur donne à son offre un {\displaystyle \omega \,\!_{a}} et le vendeur un {\displaystyle \omega \,\!_{v}}, l'accord s'exprime par l'identité {\displaystyle \omega \,\!_{a}.\omega \,\!_{v}=1}. 

### Produit collectif
Cette apparente complication a l'avantage de se généraliser à des rapports non bilatéraux, puisque pour un cycle de n offres, on peut montrer qu'un accord sur les {\displaystyle \omega \,\!_{i}} est possible lorsque {\displaystyle \prod _{n=0}^{i-1}\omega \,\!_{i}=1}. Ce produit, qu'on note {\displaystyle \Omega \,\!} est sans dimension. Il est supérieur à 1 lorsque les offres du cyle sont plus généreuses que nécessaires, et que les {\displaystyle \omega \,\!_{i}} doivent être revus à la baisse pour aboutir à un accord, exprimant une abondance globale à répartir sur le cycle. Dans le cas contraire les {\displaystyle \omega \,\!_{i}} doivent être revus à la hausse, traduisant un effort global à répartir sur le cycle. On donne à ce produit {\displaystyle \Omega \,\!} le nom de produit collectif. L'équilibrage du troc consiste à répartir également ce produit collectif en ajustant les {\displaystyle \omega \,\!_{i}} des participants à une valeur {\displaystyle {\omega \,\!'}_{i}=\omega \,\!_{i}.\Omega \,\!^{-{\frac {1}{n}}}}. Il est facile de vérifier que {\displaystyle \prod _{n=0}^{i-1}{\omega \,\!'}_{i}=1}. 
Lorsque les {\displaystyle \omega \,\!_{i}} sont ajustés de manière empirique, on donne à ce processus le nom de marchandage.

### Concurrence
Généraliser la règle du meilleur prix à des rapports non-bilatéraux consiste à ordonner les cycles d'échange créés par le dépôt d'une nouvelle offre; en définissant par exemple une fonction réelle à maximiser, dépendant des {\displaystyle \omega \,\!_{i}} et indépendante de leur ordre. Il en existe au moins deux :
- l'une d'elles consiste à maximiser le produit individuel, c'est-à-dire {\displaystyle \omega \,\!'_{i}}, soit {\displaystyle \Omega \,\!^{-{\frac {1}{n}}}} ;

- une autre consiste à maximiser {\displaystyle \Omega \,\!}, c'est-à-dire le produit collectif.

On peut constater que ces deux règles sont équivalentes lorsqu'elles sont appliquées à des relations bilatérales, elles-mêmes équivalentes à la règle du meilleur prix. 
Comme il est simplement impossible de partager entre moins que deux, la restriction des échanges à des rapports bilatéraux oblige à confondre de ces deux notions de produit individuel et produit collectif fondamentalement différentes du point de vue des rapports humains. 
Pour les distinguer, il faut construire une place de marché qui explore ces cycles d'échange non-bilatéraux, ce que tente de faire openbarter. Le faible nombre de biens mesurables réellement nécessaires (riz, blé, énergie, quota de pollution, etc.) fait que les cycles d'échange qui ont un poids économique significatif incluent un nombre d'acteurs très réduit. Si l'on restreint ainsi la recherche des coïncidences offres-demandes à des cycles de taille limitée, la complexité de l'algorithmique est bornée, et à la portée de moyens informatiques.

### Nouvelles formes de troc

#### Réseaux d'échanges

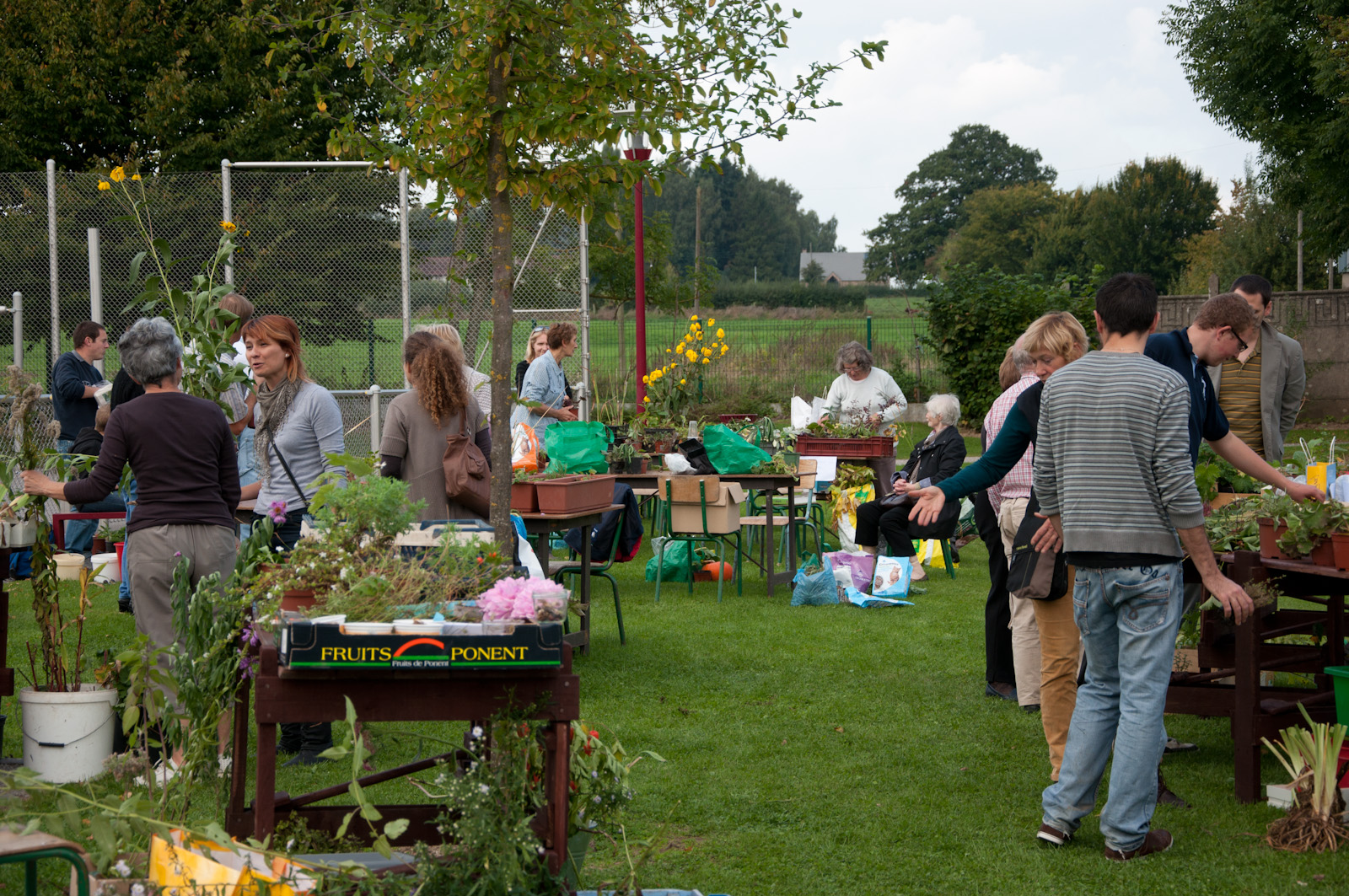
Troc aux plantes organisé par le CPIE Bocage de l'Avesnois à Taisnières-sur-Hon.

- L'expérience argentine des trueque,
- Les trocs aux plantes organisés par des communes ou des associations permettent les échanges entre particuliers de semences, de plants à repiquer, de boutures de fleurs, de légumes, d’arbustes…[13]
- Les après-midis trocs organisés par des particuliers, appelés « troc parties ».
- Les réseaux communautaires dédiés par internet.
- Les réseaux d'échanges inter-entreprises promotionné en France par un rapport ministériel publié début 2013.
- les plateformes d'échange entre particuliers qui se développent le plus en plus sur le Web et qui proposent des échanges de bien sans contrepartie financière. Ces plateformes s'inscrivent dans l'optique d'une consommation responsable et durable et dans un esprit collaboratif et solidaire.

#### Swap
Un swap est un échange de cadeaux autour d'un thème donné entre internautes. Le but est de faire plaisir à un inconnu selon ses goûts, et de, peut-être, lier amitié. L'intérêt est aussi de recevoir des cadeaux parmi ses factures dans sa boîte aux lettres. Il ne s'agit surtout pas d'un troc car lors d'un swap, l'effet de surprise est très important.
Les règles du swap sont généralement définies par son organisateur :
- nature de l'envoi : neuf, création personnelle ou objet d'occasion ;
- nombre d'objets dans le colis ;
- date de fin d'envoi maximum ;
- nombre de participants : limité ou illimité.

Par exemple, pour le swap à 2 euros, les membres du swap doivent envoyer un objet d'une valeur supérieure à 2 euros. Les participants d'un swap peuvent être répartis en binôme, ou sous forme de chaîne (A envoie à B qui envoie à C, qui envoie à D, etc.).